# Лиман (защитена местност)
Вижте пояснителната страница за други значения на Лиман.
Лиман е защитена местност, намираща се в община Аврен, Варненска област. Състои се от 5.20 хектара. Обявена е за национално-значима местност от правителството на 23 август 2002 г. с цел опазване на специфичните животински и растителни видове на лимана, както и биоразнообразието в регионалния горски и селскостопански фонд (Документи на обявяване: ЗАПОВЕД No. РД821 от 23.08.2002). Местността се наблюдава от РИОСВ – Варна (ул. „Ян Палах“ 4) и Държавното лесничейство „Варна“ (Регионално управление на горите).